# Mojo Blues Band
Mojo Blues Band — блюзовая группа, сформированная в Вене в 1977 году гитаристом Эриком Траунером и пианистом Йоахимом Палденом. Номинант Blues Music Awards в номинации «Альбом современного блюза» (1991).

## История
Пианист Йоахим Палден к моменту создания группы уже выступал с Эриком Траунером постоянным дуэтом. В 1977 году Палден выиграл конкурс исполнителей буги-вуги, где призом был контракт на запись альбома, и они решили создать группу для записи этого альбома. В первый состав группы вошли сам Йоахим (фортепиано), Эрик Траунер (гитара, вокал), Маттиас Митч (бас) и Бобби Сперлинг (ударные). Впервые группа выступила как Mojo Bluesband в «Jazzland» в Вене, затем выступала в клубах и на фестивалях, совершила гастроли в Швейцарию. Альбом Shake That Boogie был записан в Цюрихе и вышел в 1978 году, неплохо продавался в Швейцарии, а в Австрии, где блюз находился в зачаточном состоянии, по словам музыкантов, они «буквально наводнили рынок, продав около 100 копий».
Будучи единственной на тот момент блюз-группой в Вене, Mojo Blues Band с начала 1980-х аккомпанировала на гастролям таким блюзменам, как Джонни Шайнс, Джей Би Хатто, Чарли Масселуайт, Луизиана Ред, Санниленд Слим, Чемпион Джек Дюпри, Хоумсик Джеймс, Дэвид Ханибой Эдвардс, Леон Томас, Кэти Уэбстер, Эдди Клируотер, а также выступали и записывались вместе с Акселем Цвингербергом и Даной Гиллеспи. В 1980 году группа записала второй альбом, а затем сместила акцент в своём творчестве в пользу ритм-н-блюза и пластинка 1982 года … And the Boogie Woogie Flu представляла собой больше R&B и рок-н-ролл. В 1983 году состоялись гастроли в Германии, Италии и Швейцарии. После записи четвёртого альбома в 1985 году группа совершила 6-недельный европейский тур «Звезды буги-вуги», включавший выступления в Великобритании, Нидерландах и Германии, и в котором принимали участие в частности Аксель Цвингенбергер и Кэти Уэбстер. В 1986 году состоялись двухнедельные гастроли по Северной Европе. В том же году группа смогла подписать контракт с австрийским подразделением мейджор-лейбла EMI. К тому времени группу покинул её основатель пианист Йоахим Палден, и от состава группы остался лишь Эрик Траунер, набравший новых музыкантов, и вернувшись в творчестве к традиционному блюзу с элементами зайдеко. В 1989 году состоялись гастроли по Франции, Бельгии, Швейцарии и Германии, и в том же году группа посетила Чикаго, где записала 16 часов материала с музыкантами из Чикаго, в числе которых был Эй Си Рид. Альбом The Wild Taste of Chicago в 1991 году был номинирован на Blues Music Award в категории «Альбом современного блюза». В 1990—1991 годах группа активно гастролирует по всей Европе, давая по 150 концертов в год. С 1992 года группа гастролирует по миру, включая участие в самых престижных блюзовых фестивалях, таких как джазовый фестиваль в Новом Орлеане и фестиваль блюза в Чикаго. В 1990-е группу постигла новая череда перемен в составе, а Траунер выучился играть на губной гармонике. В 1998 году группа совершила турне по Южной и Северной Каролине, имевшее большой успех, но EMI предложила группе расстаться, и была организована собственная фирма записи Styx Records.
С того времени и по сегодняшний день группа активно гастролирует по всему миру и регулярно записывается.

## Дискография

### Mojo Blues Band
- Shake That Boogie, 1978, Gold Records
- Hey Bartender, 1980, Gold Records
- … And the Boogie Woogie Flu, 1982, Bellaphon
- Hot Bricks, 1984, Bellaphon
- Midnight in Swampland, 1987,EMI Austria
- Champ’s Housewarming, с Чемпионом Джеком Дюпри, 1988, EMI Austria
- The Wild Taste of Chicago, с Эй Си Ридом, 1989, EMI Austria
- Alligator Walk, 1991, EMI Austria
- Super Blues News (3 CD-Box), 1992, EMI Austria
- Blues Roll On, 1994, EMI Austria
- Rhythm & Blues Party, 1996, EMI Austria
- 20 Years in the Blues Jungle, 1997, EMI Austria
- A Chicago Blues Night Live, 1999, Styx Records
- Southern Blues Cruise, 1999, Styx Records
- Blues-Parade 2000 Vol.1, Vol.2 (2CD-Box), 1999, Styx Records
- Get Out Blues, 2004, Styx Records
- Thirty Year Blues Affair, 2007, Styx Records
- Walk The Bridge, 2013, Styx Records
- 100 % Approved, 2017, Styx Records
- Live on stage at Metropol (DVD), 2017, Styx Records
- Shutdown, 2017, Styx Records
- The Story (DVD), 2022, Styx Records
- Hot and Fancy, 2024, Styx Records

### Сольные альбомы Эрика Траунера
- Up Slide Down, 1995
- I’ll Fly Away, 1998
- A Scarecrow´s Moan, 2013

### Синглы
- 1982 «Sea Cruise» (45 rpm): Bellaphon 100-31-005
- 1988 «Rosa Lee» (45 rpm): EMI Austria 12C006 1334337
- 1988 «Shim Sham Shimmy»/«Hungarian Stew Axel Zwingenberger»/«Champion Jack Dupree»/«MBB» (45 rpm): Vagabond VRSGL 8.88014-7
- 1991 «Alligator Walk»/«Mellow, Though & Easy» (45 rpm): EMI Austria 1-33484-7
- 1992 «Wintertime Is Coming»/«Sleepless» (45 rpm): EMI Austria 12C 006-133492-7
- 1992: «All My Money´s Gone»/«Better Of Dead» (45 rpm): EMI Austria 863004-7
- 1992: «All My Money´s Gone»/«Better Of Dead»/«Rollin´and Squezzing» (CD — Maxi): EMI Austria 863004-2